# La Tour (Alta Savoia)
La Tour és un municipi francès situat al departament de l'Alta Savoia i a la regió d'Alvèrnia-Roine-Alps. L'any 2007 tenia 1.209 habitants.

## Demografia

### Població
El 2007 la població de fet de La Tour era de 1.209 persones. Hi havia 387 famílies de les quals 109 eren unipersonals (31 homes vivint sols i 78 dones vivint soles), 90 parelles sense fills, 133 parelles amb fills i 55 famílies monoparentals amb fills.
La població ha evolucionat segons el següent gràfic:
Habitants censats

### Habitatges
El 2007 hi havia 470 habitatges, 393 eren l'habitatge principal de la família, 39 eren segones residències i 39 estaven desocupats. 298 eren cases i 170 eren apartaments. Dels 393 habitatges principals, 257 estaven ocupats pels seus propietaris, 121 estaven llogats i ocupats pels llogaters i 16 estaven cedits a títol gratuït; 17 tenien una cambra, 39 en tenien dues, 72 en tenien tres, 93 en tenien quatre i 173 en tenien cinc o més. 320 habitatges disposaven pel capbaix d'una plaça de pàrquing. A 159 habitatges hi havia un automòbil i a 223 n'hi havia dos o més.

### Piràmide de població
La piràmide de població per edats i sexe el 2009 era:
| Homes | Edats   | Dones |
| ----- | ------- | ----- |
| 0     | 95 o +  | 20    |
| 4     | 90 a 94 | 20    |
| 8     | 85 a 89 | 44    |
| 12    | 80 a 84 | 28    |
| 20    | 75 a 79 | 32    |
| 8     | 70 a 74 | 28    |
| 32    | 65 a 69 | 4     |
| 12    | 60 a 64 | 28    |
| 28    | 55 a 59 | 16    |
| 24    | 50 a 54 | 48    |
| 16    | 45 a 49 | 32    |
| 48    | 40 a 44 | 28    |
| 64    | 35 a 39 | 44    |
| 48    | 30 a 34 | 56    |
| 36    | 25 a 29 | 48    |
| 12    | 20 a 24 | 24    |
| 16    | 15 a 19 | 28    |
| 48    | 10 a 14 | 16    |
| 32    | 5 a 9   | 16    |
| 28    | 0 a 4   | 32    |

## Economia
El 2007 la població en edat de treballar era de 732 persones, 549 eren actives i 183 eren inactives. De les 549 persones actives 498 estaven ocupades (271 homes i 227 dones) i 51 estaven aturades (24 homes i 27 dones). De les 183 persones inactives 47 estaven jubilades, 53 estaven estudiant i 83 estaven classificades com a «altres inactius».

### Ingressos
El 2009 a La Tour hi havia 376 unitats fiscals que integraven 911,5 persones, la mediana anual d'ingressos fiscals per persona era de 23.104 €.

### Activitats econòmiques
Dels 49 establiments que hi havia el 2007, 1 era d'una empresa extractiva, 1 d'una empresa alimentària, 1 d'una empresa de fabricació de material elèctric, 10 d'empreses de fabricació d'altres productes industrials, 13 d'empreses de construcció, 6 d'empreses de comerç i reparació d'automòbils, 2 d'empreses de transport, 4 d'empreses d'hostatgeria i restauració, 1 d'una empresa financera, 2 d'empreses immobiliàries, 5 d'empreses de serveis i 3 d'empreses classificades com a «altres activitats de serveis».
Dels 19 establiments de servei als particulars que hi havia el 2009, 2 eren tallers de reparació d'automòbils i de material agrícola, 2 paletes, 4 fusteries, 4 lampisteries, 1 electricista, 1 empresa de construcció, 1 perruqueria, 3 restaurants i 1 agència immobiliària.
Dels 3 establiments comercials que hi havia el 2009, 2 eren fleques i 1 una fleca.
L'any 2000 a La Tour hi havia 9 explotacions agrícoles que ocupaven un total de 252 hectàrees.

## Equipaments sanitaris i escolars
El 2009 hi havia 1 hospital de tractaments de curta durada, 1 hospital de tractaments de mitja durada (seguiment i rehabilitació), 1 un hospital de tractaments de llarga durada i 1 farmàcia.
El 2009 hi havia una escola elemental.

## Poblacions més properes
El següent diagrama mostra les poblacions més properes.